# Памятник Тарасу Шевченко (Минск)
Памятник Тарасу Шевченко (укр. Пам'ятник Тарасу Шевченку) — монумент, воздвигнутый в начале XXI века в честь украинского поэта, прозаика, художника Тараса Григорьевича Шевченко в белорусской столице, городе Минске.

## История
Бронзовый памятник Тарасу Шевченко расположен в Степановском саду, рядом с Посольством Украины. Скульптурная композиция является первым памятником Шевченко в независимом белорусском государстве (до этого в 1970-х годах на бульваре Шевченко в Минске появился небольшой памятный знак, в ряде источников называемый памятником Шевченко).
Авторы памятника — украинский скульптор Виктор Липовка и белорусский архитектор Виктор Крамаренко, который исполнил архитектурную привязку памятника. По задумке авторов, скульптура представляет собой фигуру поэта в момент размышлений о прошлом и будущем украинского народа. Рядом с памятником установлен бювет питьевой воды.
Установка этого памятника Тарасу Шевченко в Минске напрямую связана с созданием 30 июня 1992 года украинского посольства. Много времени заняли выбор и выделение земли, а также строительные работы по возведению здания посольства Украины в Минске. Наконец, 1 декабря 2000 года здание в современном архитектурном стиле было торжественно открыто. Строительство сочеталось с благоустройством окружающей территории, в частности сквера «Степановский сад». В 2000 году появилась идея возведения в этом месте памятника Шевченко, которая была воплощена через 2 года.
Садово-парковые работы, установление в 2001 году памятника Кобзарю, а также бювета с артезианской водой по киевской технологии были подарками украинской столицы Минску. Торжественное же открытие памятника Тарасу Шевченко в центре белорусской столицы, с участием тогдашнего киевского мэра Александра Омельченко и председателя Минского горисполкома Михаила Павлова, которое состоялось 22 апреля 2002 года, стало одним из ключевых моментов Дней Киева в Минске.

## Описание
Памятник представляет собой бронзовую фигуру Тараса Шевченко на небольшом подножии (цельная скульптура), установленную на цилиндрическом круглом постаменте из розового гранита на круглом стилобате из того же гранита, дополненном пологими круговыми ступенями.
Автор изобразил уже немолодого поэта задумчивым, статичности и шаблонности в воплощении образа Кобзаря скульптору удалось избежать. Как в целом, так и в деталях, просматривается некоторое сходство минского памятника Шевченко с изображением поэта в московском памятнике Тарасу Шевченко.